# Albanyà
Albanyà ist eine katalanische Gemeinde in der Provinz Girona im Nordosten Spaniens. Sie liegt in der Comarca Alt Empordà.
Die Gemeinde besteht aus folgenden Ortsteilen: Albanyà, Bassegoda, Carbonills, Corsavell, Lliurona, Molí de Baix, Molí de Dalt, Pincaró, Ribelles und Sous.